# 弗拉沙尼夫卡
49°57′45″N 26°52′16″E / 49.96250°N 26.87111°E
弗拉沙尼夫卡（羅馬化：Vlashanivka）是烏克蘭西部的村莊，隸屬赫梅利尼茨基州的舍佩蒂夫卡區。該村面積0.95平方公里，海拔高度266米，2001年人口296，人口密度每平方公里312.2人。